# Zunft zum Himmel
E. E. Zunft zum Himmel ist eine öffentlich-rechtliche Korporation der Stadt Basel und eine der zahlreichen Basler Handwerkerzünfte. Sie ist die historische Vereinigung der Maler, Glaser, Glasmaler, Goldschlager, Schnitzer, Kummetsattler, Reitsattler, Sporer und Kupferstecher, steht heute aber allen Berufsständen offen.

## Personen (Auswahl)
- Sigmund Barth
- Hans Bock der Ältere
- Jakob Emanuel Handmann
- Hans Herbst
- Hans Holbein der Jüngere
- Eucharius Holzach
- Hieronymus Holzach
- Johann Rudolf Huber
- Hans Hug Kluber
- Hermann Krieg
- Heinrich von Malterdingen
- Sixt Manfeld
- Christian von Mechel
- Johann Murbach
- Jakob Sarbach
- Konrad Witz

## Anmerkung
1. ↑  E.E. steht für Eine Ehren